# Fien Delbaere
Fien Delbaere (Gent, 21 april 1996) is een Belgische ploegleidster en voormalig wielrenster. Ze reed o.a. voor de ploegen Sport Vlaanderen-Guill D'or, Health Mate-Cyclelive, Multum Accountants-LSK en het World Team Israel Premier Tech Roland.

## Carrière
Haar beste resultaat behaalde Delbaere in 2018, toen ze tweede werd in de Flanders Ladies Classic, een wedstrijd in de Lotto Cycling Cup, na de Franse Séverine Eraud. Eerder werd ze al eens derde op het Belgisch kampioenschap wielrennen voor dames junioren in 2013, na Kaat Van Der Meulen en Saartje Vandenbroucke.
Delbaere behaalde een masterdiploma aan de Universiteit Gent in management en beleid van de gezondheidszorg. Ze werkt, naast haar job als wielrenster, bij Cycling Vlaanderen. Tot 2022 was ze hier actief als sporttechnisch medewerker, daarna nam ze de job van Jolien D'hoore over als leidster van de projecten Kopvrouwen en Zij-aan-Zij, waarmee het vrouwenwielrennen wordt gepromoot.

## Valpartijen
Tijdens haar carrière werd Delbaere al vaak het slachtoffer van zware valpartijen. Begin 2016 viel Delbaere tijdens een trainingskamp in Spanje op haar gezicht. Eind 2020 kwam Delbaere zwaar ten val in Gent-Wevelgem, waarbij ze haar heiligbeen en stuit brak. In 2022 kwam ze opnieuw zwaar ten val, ditmaal in Dwars door de Westhoek, waar ze een zware hersenschudding en een whiplash aan overhield.
Op 1 april 2024, tijdens de Ronde de Mouscron, kwam ze wederom ten val en brak haar enkel. Ze kwam hierna niet meer in actie en besloot in juni om haar wielerloopbaan te beëindigen. Diezelfde maand maakte ze bekend aan de slag te gaan als ploegleidster bij AG Insurance-Soudal.

### Resultaten in grote wielerrondes
| Jaar | Ronde van Spanje | Ronde van Italië | Ronde van Frankrijk |
| 2023 |                  |                  | opgave              |

### Resultaten in voornaamste wedstrijden
|      | \| Jaar \| Gent-Wevelgem \| Ronde van Vlaanderen \| Amstel Gold Race \| Luik-Bast.‑Luik \| Omloop Het Nieuwsblad \| Le Samyn \| BK op de weg \| \| ---- \| ------------- \| -------------------- \| ---------------- \| --------------- \| --------------------- \| -------- \| ------------ \| \| 2014 \| \| \| \| \| opgave \| \| \| \| 2015 \| opgave \| \| \| \| \| \| opgave \| \| 2016 \| \| \| \| \| \| \| 56e \| \| 2017 \| opgave \| \| opgave \| opgave \| opgave \| \| opgave \| \| 2018 \| \| \| \| \| 65e \| 42e \| 30e \| \| 2019 \| \| opgave \| \| \| 78e \| 27e \| 17e \| \| 2020 \| opgave \| \| \| \| opgave \| 88e \| 9e \| \| 2021 \| 58e \| 93e \| \| \| opgave \| 64e \| 25e \| \| 2022 \| 54e \| 92e \| \| \| opgave \| 49e \| \| \| 2023 \| \| \| \| \| opgave \| \| 20e \| \| 2024 \| \| \| \| \| 106e \| 108e \| \| |                      |                  |                 |                       |          |              |
| Jaar | Gent-Wevelgem | Ronde van Vlaanderen | Amstel Gold Race | Luik-Bast.‑Luik | Omloop Het Nieuwsblad | Le Samyn | BK op de weg |
| 2014 | |                      |                  |                 | opgave                |          |              |
| 2015 | opgave |                      |                  |                 |                       |          | opgave       |
| 2016 | |                      |                  |                 |                       |          | 56e          |
| 2017 | opgave |                      | opgave           | opgave          | opgave                |          | opgave       |
| 2018 | |                      |                  |                 | 65e                   | 42e      | 30e          |
| 2019 | | opgave               |                  |                 | 78e                   | 27e      | 17e          |
| 2020 | opgave |                      |                  |                 | opgave                | 88e      | 9e           |
| 2021 | 58e | 93e                  |                  |                 | opgave                | 64e      | 25e          |
| 2022 | 54e | 92e                  |                  |                 | opgave                | 49e      |              |
| 2023 | |                      |                  |                 | opgave                |          | 20e          |
| 2024 | |                      |                  |                 | 106e                  | 108e     |              |

## Ploegen

### Jeugd
- 2009 t/m 2013 -  Young Schelde CT[9]

### Elite
- 2014 -  Isorex Cycling Team (club)
- 2015 -  Topsport Vlaanderen-Pro-Duo
- 2016 -  Topsport Vlaanderen-Etixx
- 2017 -  Sport Vlaanderen-Guill D'or
- 2018 -  Autoglas Wetteren CT (club)
- 2019 -  Health Mate-Cyclelive
- 2020 -  Multum Accounts LSK Ladies CT
- 2021 -  Multum Accounts Ladies CT
- 2022 -  Multum Accounts Ladies CT
- 2023 -  Israel Premier Tech Roland
- 2024 -  Komugi - Grand Est (gestopt per 18 juni)

Baur · Buch  · Coles-Lyster (vanaf 4/5) · Collinelli · Delbaere · Dronova-Balabolina · Eklund · Griffin · Hartmann (vanaf 1/6) · Kiesenhofer (vanaf 31/1) · 
Magri · Nguyễn · Pirrone · Sharpe (vanaf 1/6) · Stannard (vanaf15/4) · Steels · Vieceli